# Saison 2015-2016 de l'AS Saint-Étienne
Maillots
Chronologie
Saison précédente Saison suivante
Lors de la saison 2015-2016, l'AS Saint-Étienne participe à la Ligue 1 pour la 63e fois, à la Coupe de France pour la 82e fois, à la Coupe de la Ligue pour la 22e et pour la 3e fois consécutive à la nouvelle mouture de la Ligue Europa après 6 participations en Coupe UEFA.
Le club fête également ses 82 années d'existence.

## Avant-saison

### Tableau des transferts
| Nom                      | Nationalité   | Poste     | Transfert           | Fin du contrat | Provenance/Destination | Division                |
| ------------------------ | ------------- | --------- | ------------------- | -------------- | ---------------------- | ----------------------- |
| Arrivées                 |               |           |                     |                |                        |                         |
| Pierre-Yves Polomat      | France        | Défenseur | Retour de prêt      | 2019           | Stade Levallois        | Ligue 2                 |
| Robert Berić             | Slovénie      | Attaquant | Transfert           | 2019           | Rapid Vienne           | Bundesliga Autrichienne |
| Nolan Roux               | France        | Attaquant | Transfert           | 2018           | LOSC Lille             | Ligue 1                 |
| Kévin Malcuit            | France        | Défenseur | Transfert           | 2019           | Chamois Niortais       | Ligue 2                 |
| Neal Maupay              | France        | Attaquant | Transfert           | 2019           | OGC Nice               | Ligue 1                 |
| Valentin Eysseric        | France        | Attaquant | Prêt O.A.           | 2016           | OGC Nice               | Ligue 1                 |
| Jean-Christophe Bahebeck | France        | Attaquant | Prêt S.O.A          | 2016           | Paris SG               | Ligue 1                 |
| Benoît Assou-Ekotto      | Cameroun      | Défenseur | Libre               | 2016           | Tottenham Hotspur      | Premier League          |
| Walid Berbagui           | Algérie       | Attaquant | Libre               | 2017           | AS Saint-Priest        | CFA 1                   |
| Erin Pinheiro            | Cap-Vert      | Milieu    | Libre               | 2017           | Benfica Lisbonne       | Liga Sagres             |
| Driss Zidane             | France        | Milieu    | Libre               | 2016           | Marseille Consolat     | National                |
| Axel Kacou               | Côte d'Ivoire | Gardien   | Premier contrat pro | 2016           | AS Saint-Étienne B     | CFA 2                   |
| Ben Karamoko             | Mali          | Défenseur | Premier contrat pro | 2018           | AS Saint-Étienne B     | CFA 2                   |
| Dylan Saint-Louis        | France        | Attaquant | Premier contrat pro | 2018           | AS Saint-Étienne B     | CFA 2                   |
| Anthony Maisonnial       | France        | Gardien   | Premier contrat pro | 2018           | AS Saint-Étienne B     | CFA 2                   |
| Départs                  |               |           |                     |                |                        |                         |
| Ricky van Wolfswinkel    | Pays-Bas      | Attaquant | Retour de prêt      | 2017           | Norwich City           | Premier League          |
| Franck Tabanou           | France        | Défenseur | Transfert           | 2018           | Swansea City           | Premier League          |
| Mevlüt Erding            | Turquie       | Attaquant | Transfert           | 2018           | Hanovre 96             | Bundesliga              |
| Allan Saint-Maximin      | France        | Attaquant | Transfert           | 2020           | AS Monaco              | Ligue 1                 |
| Max-Alain Gradel         | Côte d'Ivoire | Attaquant | Transfert           | 2019           | AFC Bournemouth        | Premier League          |
| Paul Baysse              | France        | Défenseur | Prêt (O.A. levée)   | 2016           | OGC Nice               | Ligue 1                 |
| Yohan Mollo              | France        | Milieu    | Prêt O.A.           | 2016           | Krylia Sovetov         | Première Ligue Russe    |
| Landry N'Guémo           | Cameroun      | Milieu    | Libre               | 2018           | Akhisar Belediyespor   | Süper Lig               |
| Baptiste Valette         | France        | Gardien   | Libre               | 2016           | Royal Excelsior Virton | Proximus League         |
| Maxence Chapuis          | France        | Défenseur | Libre               | 2016           | ASF Andrézieux         | CFA 2                   |
| Ebrima Bojang            | Gambie        | Attaquant | Libre               | 2017           | FC Azzurri LS          | Première Ligue          |

| Nom                 | Nationalité   | Poste     | Transfert         | Fin du contrat | Provenance/Destination | Division       |
| ------------------- | ------------- | --------- | ----------------- | -------------- | ---------------------- | -------------- |
| Arrivées            |               |           |                   |                |                        |                |
| Alexander Søderlund | Norvège       | Attaquant | Transfert         | 2019           | Rosenborg BK           | Tippeligaen    |
| Ole Kristian Selnæs | Norvège       | Milieu    | Transfert         | 2020           | Rosenborg BK           | Tippeligaen    |
| Oussama Tannane     | Maroc         | Attaquant | Transfert         | 2020           | Heracles Almelo        | Eredivisie     |
| Franck Tabanou      | France        | Défenseur | Prêt S.O.A        | 2016           | Swansea City           | Premier League |
| Départs             |               |           |                   |                |                        |                |
| Ismaël Diomandé     | Côte d'Ivoire | Milieu    | Prêt (O.A. levée) | 2016           | SM Caen                | Ligue 1        |
| Jonathan Bamba      | France        | Attaquant | Prêt S.O.A        | 2016           | Paris FC               | Ligue 2        |
| Dylan Saint-Louis   | France        | Attaquant | Prêt S.O.A        | 2016           | Évian Thonon Gaillard  | Ligue 2        |
| Axel Kacou          | Côte d'Ivoire | Gardien   | Libre             | 2018           | Évian Thonon Gaillard  | Ligue 2        |

### Préparation d'avant-saison
L'ASSE va jouer 4 rencontres amicales durant l'inter-saison :
- Mercredi 8 juillet à Aix-les-Bains contre Lausanne Sports à 19h30[14],[15]
- Mercredi 15 juillet à Vannes contre le FC Nantes à 19h30
- Dimanche 19 juillet à Albertville contre Mayence à 18h00
- Mercredi 22 juillet à Valence à 19h30 contre l'Ajax Amsterdam

| Date       | N o | Adversaire      | Lieu          | Résultat | Buteurs pour Saint-Étienne                        |
| ---------- | --- | --------------- | ------------- | -------- | ------------------------------------------------- |
| 08/07/2015 | A1  | Lausanne Sports | Aix-les-Bains | 2 – 2    | Moustapha Bayal Sall 56e, Pierre-Yves Polomat 82e |
| 15/07/2015 | A2  | FC Nantes       | Vannes        | 0 - 2    | -                                                 |
| 19/07/2015 | A3  | Mayence         | Albertville   | 1 – 1    | Dylan Saint-Louis 73e                             |
| 22/07/2015 | A4  | Ajax Amsterdam  | Valence       | 1 - 0    | Jonathan Bamba 85e                                |

## Compétitions

### Championnat
La Ligue 1 2015-2016 est la soixante-dix-huitième édition du championnat de France de football et la quatorzième sous l'appellation « Ligue 1 ». La division oppose vingt clubs en une série de trente-huit rencontres. Les meilleurs de ce championnat se qualifient pour les coupes d'Europe que sont la Ligue des champions (le podium) et la Ligue Europa (le quatrième et les vainqueurs des coupes nationales). L'ASSE participe à cette compétition pour la soixante-troisième fois de son histoire.
Les relégués de la saison précédente, Metz, Lens   et l'Évian Thonon Gaillard FC, sont remplacés par Troyes, champion de Ligue 2 en 2014-2015, le GFC Ajaccio et Angers.

#### Classement et statistiques

##### Matchs aller
| Date       | N o | Adversaire             | Lieu | Résultat | Buteurs pour Saint-Étienne                  | Points | Place |
| ---------- | --- | ---------------------- | ---- | -------- | ------------------------------------------- | ------ | ----- |
| 08/08/2015 | J01 | Toulouse FC            | Ext. | 2 - 1    | Perrin 17e                                  | 0      | 13e   |
| 15/08/2015 | J02 | Girondins de Bordeaux  | Dom. | 1 – 1    | Hamouma 58e                                 | 1      | 15e   |
| 23/08/2015 | J03 | FC Lorient             | Ext. | 0 - 1    | Hamouma 87e                                 | 4      | 10e   |
| 29/08/2015 | J04 | Bastia                 | Dom. | 2 - 1    | Perrin 20e, Eysseric 62e                    | 7      | 7e    |
| 12/09/2015 | J05 | Montpellier            | Ext. | 1 - 2    | Bayal 24e, Roux 59e                         | 10     | 4e    |
| 20/09/2015 | J06 | FC Nantes              | Dom. | 2 - 0    | Bamba 26e, Berić 47e                        | 13     | 3e    |
| 23/09/2015 | J07 | Troyes                 | Ext. | 0 - 1    | Ayasse 13e (csc)                            | 16     | 2e    |
| 27/09/2015 | J08 | OGC Nice               | Dom. | 1 - 4    | Perrin 19e                                  | 16     | 2e    |
| 04/10/2015 | J09 | SM Caen                | Ext. | 1 - 0    | -                                           | 16     | 5e    |
| 17/10/2015 | J10 | GFC Ajaccio            | Dom. | 2 - 0    | Beric 20e, Monnet-Paquet 70e                | 19     | 4e    |
| 24/10/2015 | J11 | Paris SG               | Ext. | 4 - 1    | Verratti 74e (csc)                          | 19     | 5e    |
| 31/10/2015 | J12 | Reims                  | Dom. | 3 - 0    | Beric 63e, Oniangué 68e (csc), Eysseric 83e | 22     | 4e    |
| 07/11/2015 | J13 | Olympique lyonnais     | Ext. | 3 - 0    | -                                           | 22     | 5e    |
| 21/11/2015 | J14 | Olympique de Marseille | Dom. | 0 - 2    | -                                           | 22     | 7e    |
| 29/11/2015 | J15 | Guingamp               | Dom. | 3 - 0    | Hamouma 52e,Eysseric 87e (pen.), Roux 90e   | 25     | 4e    |
| 02/12/2015 | J16 | Lille OSC              | Ext. | 1 - 0    | -                                           | 25     | 7e    |
| 06/12/2015 | J17 | Stade rennais          | Dom. | 1 – 1    | Eysseric 78e (pen.)                         | 26     | 6e    |
| 13/12/2015 | J18 | AS Monaco FC           | Ext. | 1 - 0    | -                                           | 26     | 7e    |
| 19/12/2015 | J19 | Angers SCO             | Dom. | 1 - 0    | Corgnet 61e                                 | 29     | 6e    |

#### Matchs retour
| Date       | N o | Adversaire             | Lieu | Résultat | Buteurs pour Saint-Étienne                    | Points | Place |
| ---------- | --- | ---------------------- | ---- | -------- | --------------------------------------------- | ------ | ----- |
| 10/01/2016 | J20 | FC Nantes              | Ext. | 2 - 1    | Roux 14e (pen.)                               | 29     | 7e    |
| 17/01/2016 | J21 | Olympique lyonnais     | Dom. | 1 - 0    | Soderlund 76e                                 | 32     | 5e    |
| 24/01/2016 | J22 | Reims                  | Ext. | 1 - 1    | Bahebeck 60e                                  | 33     | 6e    |
| 31/01/2016 | J23 | Paris SG               | Dom. | 0 - 2    | -                                             | 33     | 9e    |
| 04/02/2016 | J24 | Stade rennais          | Ext. | 0 - 1    | Bayal 73e                                     | 36     | 5e    |
| 06/02/2016 | J25 | Girondins de Bordeaux  | Ext. | 1 - 4    | Pajot 4e, Tannane 7e, Soderlund 70e, Roux 74e | 39     | 4e    |
| 14/02/2016 | J26 | AS Monaco FC           | Dom. | 1 - 1    | Bayal 57e                                     | 40     | 4e    |
| 21/02/2016 | J27 | Olympique de Marseille | Ext. | 1 - 1    | Monnet-Paquet 85e                             | 41     | 4e    |
| 28/02/2016 | J28 | SM Caen                | Dom. | 1 - 2    | Eysseric 90+2e                                | 41     | 7e    |
| 05/03/2016 | J29 | Angers SCO             | Ext. | 0 - 0    | -                                             | 42     | 7e    |
| 12/03/2016 | J30 | Guingamp               | Ext. | 2 - 0    | -                                             | 42     | 8e    |
| 19/03/2016 | J31 | Montpellier            | Dom. | 3 - 0    | Roux 74e, Tannane 80e, Eysseric 84e           | 45     | 7e    |
| 02/04/2016 | J32 | GFC Ajaccio            | Ext. | 0 - 2    | Roux 14e, Théophile-Catherine 58e             | 48     | 6e    |
| 09/04/2016 | J33 | Troyes                 | Dom. | 1 - 0    | Maupay 75e                                    | 51     | 6e    |
| 16/04/2016 | J34 | Bastia                 | Ext. | 0 - 1    | Roux 75e                                      | 54     | 5e    |
| 24/04/2016 | J35 | FC Lorient             | Dom. | 2 - 0    | Roux 75e, Roux 90+2e                          | 57     | 5e    |
| 30/04/2016 | J36 | Toulouse FC            | Dom. | 0 - 0    | -                                             | 58     | 4e    |
| 07/05/2016 | J37 | OGC Nice               | Ext. | 0 - 2    | -                                             | 58     | 5e    |
| 14/05/2016 | J38 | Lille OSC              | Dom. | 0 - 1    | -                                             | 58     | 6e    |

#### Résultats par journée
| Journée   | 01  | 02  | 03  | 04 | 05 | 06 | 07 | 08 | 09 | 10 | 11 | 12 | 13 | 14 | 15 | 16 | 17 | 18 | 19 | 20 | 21 | 22 | 23 | 24 | 25 | 26 | 27 | 28 | 29 | 30 | 31 | 32 | 33 | 34 | 35 | 36 | 37 | 38 |
| --------- | --- | --- | --- | -- | -- | -- | -- | -- | -- | -- | -- | -- | -- | -- | -- | -- | -- | -- | -- | -- | -- | -- | -- | -- | -- | -- | -- | -- | -- | -- | -- | -- | -- | -- | -- | -- | -- | -- |
| Terrain   | E   | D   | E   | D  | E  | D  | E  | D  | E  | D  | E  | D  | E  | D  | D  | E  | D  | E  | D  | E  | D  | E  | D  | E  | E  | D  | D  | D  | E  | E  | D  | E  | D  | E  | D  | D  | E  | D  |
| Résultats | D   | N   | V   | V  | V  | V  | V  | D  | D  | V  | D  | V  | D  | D  | V  | D  | N  | D  | V  | D  | V  | N  | D  | V  | V  | N  | N  | D  | N  | D  | V  | V  | V  | V  | V  | N  | D  | D  |
| Points    | 0   | 1   | 4   | 7  | 10 | 13 | 16 | 16 | 16 | 19 | 19 | 22 | 22 | 22 | 25 | 25 | 26 | 26 | 29 | 29 | 32 | 33 | 33 | 36 | 39 | 40 | 41 | 41 | 42 | 42 | 45 | 48 | 51 | 54 | 57 | 58 | 58 | 58 |
| Place     | 13e | 14e | 10e | 7e | 4e | 3e | 2e | 2e | 5e | 4e | 5e | 4e | 5e | 7e | 5e | 7e | 6e | 7e | 6e | 7e | 5e | 6e | 9e | 5e | 4e | 4e | 4e | 7e | 7e | 8e | 7e | 6e | 6e | 5e | 5e | 4e | 5e | 6e |

Source : lfp.fr

Terrain : D = Domicile ; E = Extérieur. Résultat: D = Défaite ; N = Nul ; V = Victoire.

Terrain : D = Domicile ; E = Extérieur. Résultat : D = Défaite ; N = Nul ; V = Victoire.

### Coupe de France
La coupe de France 2015-2016 est la 98e édition de la coupe de France, une compétition à élimination directe mettant aux prises tous les clubs de football amateurs et professionnels à travers la France métropolitaine et les DOM-TOM. Elle est organisée par la FFF et ses ligues régionales.
| Date       | N o            | Adversaire   | Lieu | Résultat      | Buteurs pour Saint-Étienne | Suite    |
| ---------- | -------------- | ------------ | ---- | ------------- | -------------------------- | -------- |
| 03/01/2016 | 1/32 de finale | Raon-l'Étape | Ext. | 1-1 (4-3 TAB) | Maupay 21e                 | -        |
| 21/01/2016 | 1/16 de finale | AC Ajaccio   | Dom. | 2-1 (ap)      | Bahebeck 10e Corgnet 120e  | -        |
| 10/02/2016 | 1/8 de finale  | ESTAC Troyes | Ext. | 1-2 (ap)      | Tannane 62e Maupay 107e    | -        |
| 02/03/2016 | 1/4 de finale  | Paris SG     | Dom. | 1 - 3         | Eysseric 42e (pen.)        | Éliminés |

### Coupe de la Ligue
La Coupe de la Ligue 2015-2016 est la 22e édition de la Coupe de la Ligue, compétition à élimination directe organisée par la Ligue de football professionnel (LFP) depuis 1994, qui rassemble uniquement les clubs professionnels de Ligue 1, Ligue 2 et les clubs pros de National. Depuis 2009, la LFP a instauré un nouveau format de coupe plus avantageux pour les équipes qualifiées pour une coupe d'Europe.
| Date       | N o           | Adversaire | Lieu | Résultat | Buteurs pour Saint-Étienne | Suite    |
| ---------- | ------------- | ---------- | ---- | -------- | -------------------------- | -------- |
| 16/12/2015 | 1/8 de finale | PSG        | Ext. | 1 - 0    | -                          | Éliminés |

### Ligue Europa
La Ligue Europa 2015-2016 est la quarante-cinquième édition de la Ligue Europa. Elle est divisée en deux phases, une phase de groupes, qui consiste en douze mini-championnats de quatre équipes par groupe, les deux premiers poursuivant la compétition. Puis une phase finale, décomposée en seizièmes de finale, huitièmes de finale, quarts de finale, demi-finales et une finale qui se joue sur terrain neutre.
En cas d'égalité, lors de la phase finale, la règle des buts marqués à l'extérieur s'applique puis le match retour est augmenté d'une prolongation et d'une séance de tirs au but s'il le faut. Les équipes sont qualifiées en fonction de leurs bons résultats en championnat lors de la saison précédente.
Les Verts entrent fin juillet lors du 3e tour préliminaire. Il leur faudra passer ce tour, ainsi que le tour de barrages, pour pouvoir entrer en phase de poules.
| Date       | N o  | Adversaire      | Lieu          | Résultat | Buteurs pour Saint-Étienne                  |
| ---------- | ---- | --------------- | ------------- | -------- | ------------------------------------------- |
| 30/07/2015 | 3e T | ASA Târgu Mureș | Târgu Mureș   | 0 - 3    | Ismaël Diomandé 24e, Romain Hamouma 75e 83e |
| 06/08/2015 | 3e T | ASA Târgu Mureș | Saint-Étienne | 1 - 2    | Ivan Gonzalez 72e (csc)                     |

Lors du match aller contre Targu Mures, l'ASSE s'est facilement imposé 3 buts à 0. Le retour aurait pu sembler être une formalité, mais les Roumains ont très bien joué le coup, nettement mieux que les Stéphanois qui se sont fait peur en deuxième mi-temps. Heureusement la qualification est au bout, mais Christophe Galtier n'était vraiment pas content à l'issue de ce match.
| Date       | N o      | Adversaire | Lieu          | Résultat | Buteurs pour Saint-Étienne |
| ---------- | -------- | ---------- | ------------- | -------- | -------------------------- |
| 20/08/2015 | Barrages | Milsami    | Chișinău      | 1 – 1    | Romain Hamouma 40e         |
| 27/08/2015 | Barrages | Milsami    | Saint-Étienne | 1 - 0    | Benjamin Corgnet 15e       |

La double confrontation contre Milsami s'est bien passée, avec une qualification pour la phase de poules. Les Verts avaient marqué à l'extérieur lors du match aller par Romain Hamouma qui s'était fait exclure en début de 2e mi-temps. Malgré son absence lors du match retour, l'ASSE a dominé son adversaire lors du match retour, même si un seul but a été inscrit par Benjamin Corgnet qui a été l'homme de ces barrages.
Lors de la phase de poules, les Verts joueront contre l'Lazio Rome, le FK Dnipro et Rosenborg. Voici le calendrier complet de cette phase de poules.
| Date       | N o | Adversaire | Lieu | Résultat | Buteurs pour Saint-Étienne                | Points |
| ---------- | --- | ---------- | ---- | -------- | ----------------------------------------- | ------ |
| 17/09/2015 | M1  | Rosenborg  | Dom. | 2 – 2    | Berić 4e, Roux 87e (pen.)                 | 1      |
| 01/10/2015 | M2  | Lazio Rome | Ext. | 3 - 2    | Bayal Sall 6e, Monnet-Paquet 84e          | 1      |
| 22/10/2015 | M3  | FK Dnipro  | Ext. | 0 - 1    | Hamouma 44e                               | 4      |
| 05/11/2015 | M4  | FK Dnipro  | Dom. | 3 - 0    | Monnet-Paquet 38e, Berić 52e, Hamouma 65e | 7      |
| 26/11/2015 | M5  | Rosenborg  | Ext. | 1 – 1    | Roux 80e (pen.)                           | 8      |
| 10/12/2015 | M6  | Lazio Rome | Dom. | 1 – 1    | Eysseric 76e                              | 9      |

Les Verts termiment 2e de la poule et sont qualifiés pour la suite de la compétition. Le tirage au sort des 16e de finale lui ont attribué le club suisse du FC Bâle.
| Date       | N o   | Adversaire | Lieu | Résultat | Buteurs pour Saint-Étienne                | Suite compétition |
| ---------- | ----- | ---------- | ---- | -------- | ----------------------------------------- | ----------------- |
| 18/02/2016 | 16e A | FC Bâle    | Dom. | 3 - 2    | Bayal 9e, Monnet-Paquet 39e, Bahebeck 77e | -                 |
| 25/02/2016 | 16e R | FC Bâle    | Ext. | 2 - 1    | Bayal 89e                                 | Éliminés          |

## Statistiques

### Statistiques collectives
| Compétition       | Débute au tour       | Termine        | Matches joués | Gagnés | Nuls | Perdus | Buts pour | Buts contre | Différence |
| ----------------- | -------------------- | -------------- | ------------- | ------ | ---- | ------ | --------- | ----------- | ---------- |
| Ligue 1           | -                    | -              | 31            | 13     | 6    | 12     | 36        | 34          | 2          |
| Coupe de France   | 1/32 de finale       | 1/4 de finale  | 4             | 3      | 0    | 1      | 6         | 6           | 0          |
| Coupe de la Ligue | 1/8 de finale        | 1/8 de finale  | 1             | 0      | 0    | 1      | 0         | 1           | -1         |
| Ligue Europa      | 3e Tour Préliminaire | 1/16 de finale | 12            | 5      | 4    | 3      | 20        | 14          | 6          |
| Total             | -                    | -              | 48            | 21     | 10   | 17     | 62        | 55          | 7          |

#### Coefficient UEFA
Ce classement sera mis à jour chaque début de mois.
Coefficient UEFA de l'AS Saint Étienne :
| -     | juillet | août   | sept.  | oct.   | nov.   | déc.   | janv.  | févr.  | mars   | avr. | mai | juin |
| coef. | 16.983  | 15.266 | 15.483 | 16.783 | 18.949 | 22.449 | 23.749 | 23.816 | 26.016 | -    | -   | -    |
| place | 114e    | 104e   | 105e   | 103e   | 95e    | 85e    | 87e    | 87e    | 81e    | -    | -   | -    |

Date de mise à jour : le 30 mars 2016.

### Statistiques individuelles

#### Statistiques buteurs
| Place | Poste     | Nom                       | Ligue 1 | Coupe de France | Coupe de la Ligue | Ligue Europa | Temps de jeu  | But toutes les | TOTAL des BUTS |
| 1     | Attaquant | Nolan Roux                | 9 buts  | -               | -                 | 2 buts       | 2 887 minutes | 262 minutes    | 11 buts        |
| 2     | Milieu    | Valentin Eysseric         | 6 buts  | 1 but           | -                 | 1 but        | 2 935 minutes | 299 minutes    | 8 buts         |
| 2     | Attaquant | Romain Hamouma            | 3 buts  | -               | -                 | 5 buts       | 1 989 minutes | 249 minutes    | 8 buts         |
| 4     | Défenseur | Moustapha Bayal Sall      | 3 buts  | -               | -                 | 3 buts       | 3 126 minutes | 521 minutes    | 6 buts         |
| 5     | Attaquant | Robert Berić              | 3 buts  | -               | -                 | 2 buts       | 862 minutes   | 172 minutes    | 5 buts         |
| 5     | Attaquant | Kevin Monnet-Paquet       | 2 buts  | -               | -                 | 3 buts       | 2 936 minutes | 587 minutes    | 5 buts         |
| 7     | Défenseur | Loïc Perrin               | 3 buts  | -               | -                 | -            | 2 835 minutes | 945 minutes    | 3 buts         |
| 7     | Attaquant | Oussama Tannane           | 2 buts  | 1 but           | -                 | -            | 824 minutes   | 275 minutes    | 3 buts         |
| 7     | Attaquant | Neal Maupay               | 1 but   | 2 buts          | -                 | -            | 884 minutes   | 295 minutes    | 3 buts         |
| 7     | Milieu    | Benjamin Corgnet          | 1 but   | 1 but           | -                 | 1 but        | 961 minutes   | 320 minutes    | 3 buts         |
| 7     | Attaquant | Jean-Christophe Bahebeck  | 1 but   | 1 but           | -                 | 1 but        | 1 182 minutes | 394 minutes    | 3 buts         |
| 12    | Attaquant | Alexander Søderlund       | 2 buts  | -               | -                 | -            | 991 minutes   | 496 minutes    | 2 buts         |
| 13    | Attaquant | Jonathan Bamba            | 1 but   | -               | -                 | -            | 595 minutes   | 595 minutes    | 1 but          |
| 13    | Milieu    | Vincent Pajot             | 1 but   | -               | -                 | -            | 2 268 minutes | 2 268 minutes  | 1 but          |
| 13    | Défenseur | Kévin Théophile-Catherine | 1 but   | -               | -                 | -            | 2 502 minutes | 2 502 minutes  | 1 but          |
| 13    | Milieu    | Ismaël Diomandé           | -       | -               | -                 | 1 but        | 682 minutes   | 682 minutes    | 1 but          |
| #     | -         | contre son camp           | 3 buts  | -               | -                 | 1 but        | -             | -              | 4 buts         |
| Total | -         | 16 buteurs                | 42 buts | 6 buts          | -                 | 20 buts      | 4 680 minutes | 69 minutes     | 68 buts        |

Date de mise à jour : le 18 avril 2016.

#### Statistiques passeurs
| Place | Nom                       | Ligue 1   | Coupe de France | Coupe de la Ligue | Ligue Europa | TOTAL des PASSES |
| 1     | Nolan Roux                | 2 passes  | 2 passes        | -                 | 4 passes     | 8 passes         |
| 2     | Valentin Eysseric         | 4 passes  | 2 passes        | -                 | 1 passe      | 7 passes         |
| 3     | Renaud Cohade             | 2 passes  | -               | -                 | 2 passes     | 4 passes         |
| 4     | Romain Hamouma            | 2 passes  | -               | -                 | 1 passe      | 3 passes         |
| 5     | Neal Maupay               | 2 passes  | -               | -                 | -            | 2 passes         |
| 5     | Kévin Monnet-Paquet       | 2 passes  | -               | -                 | -            | 2 passes         |
| 5     | Alexander Søderlund       | 2 passes  | -               | -                 | -            | 2 passes         |
| 5     | Oussama Tannane           | 1 passe   | -               | -                 | 1 passe      | 2 passes         |
| 9     | Loïc Perrin               | 1 passe   | -               | -                 | -            | 1 passe          |
| 9     | Fabien Lemoine            | 1 passe   | -               | -                 | -            | 1 passe          |
| 9     | François Clerc            | 1 passe   | -               | -                 | -            | 1 passe          |
| 9     | Benjamin Corgnet          | 1 passe   | -               | -                 | -            | 1 passe          |
| 9     | Kévin Malcuit             | 1 passe   | -               | -                 | -            | 1 passe          |
| 9     | Kévin Théophile-Catherine | 1 passe   | -               | -                 | -            | 1 passe          |
| 9     | Jonathan Bamba            | -         | 1 passe         | -                 | -            | 1 passe          |
| 9     | Jonathan Brison           | -         | -               | -                 | 1 passe      | 1 passe          |
| 9     | Ismaël Diomandé           | -         | -               | -                 | 1 passe      | 1 passe          |
| 9     | Robert Berić              | -         | -               | -                 | 1 passe      | 1 passe          |
| 9     | Pierre-Yves Polomat       | -         | -               | -                 | 1 passe      | 1 passe          |
| 9     | Max-Alain Gradel          | -         | -               | -                 | 1 passe      | 1 passe          |
| Total | 19 passeurs               | 23 passes | 5 passes        | -                 | 14 passes    | 42 passes        |

Date de mise à jour : le 18 avril 2016.

#### Statistiques cartons jaunes
| Place | Nom                       | Ligue 1    | Coupe de France | Coupe de la Ligue | Ligue Europa | TOTAL des CARTONS JAUNES |
| 1     | Moustapha Bayal Sall      | 9 cartons  | -               | -                 | 3 cartons    | 12 cartons               |
| 2     | Fabien Lemoine            | 10 cartons | -               | -                 | -            | 10 cartons               |
| 2     | Vincent Pajot             | 6 cartons  | 1 carton        | -                 | 3 cartons    | 10 cartons               |
| 4     | Jérémy Clément            | 6 cartons  | -               | -                 | 1 carton     | 7 cartons                |
| 5     | Valentin Eysseric         | 5 cartons  | -               | -                 | 1 carton     | 6 cartons                |
| 6     | Romain Hamouma            | 4 cartons  | -               | -                 | 1 carton     | 5 cartons                |
| 6     | Jonathan Brison           | 2 cartons  | 1 carton        | -                 | 2 cartons    | 5 cartons                |
| 8     | Renaud Cohade             | 3 cartons  | 1 carton        | -                 | -            | 4 cartons                |
| 8     | Stéphane Ruffier          | 3 cartons  | -               | -                 | 1 carton     | 4 cartons                |
| 8     | Neal Maupay               | 3 cartons  | -               | -                 | 1 carton     | 4 cartons                |
| 8     | Kévin Théophile-Catherine | 2 cartons  | -               | -                 | 2 cartons    | 4 cartons                |
| 8     | Oussama Tannane           | 2 cartons  | -               | -                 | 2 cartons    | 4 cartons                |
| 13    | Nolan Roux                | 2 cartons  | 1 carton        | -                 | -            | 3 cartons                |
| 13    | Jean-Christophe Bahebeck  | 2 cartons  | -               | -                 | 1 carton     | 3 cartons                |
| 13    | Kévin Malcuit             | 1 carton   | 2 cartons       | -                 | -            | 3 cartons                |
| 16    | Pierre-Yves Polomat       | 2 cartons  | -               | -                 | -            | 2 cartons                |
| 16    | Kévin Monnet-Paquet       | 2 cartons  | -               | -                 | -            | 2 cartons                |
| 16    | Florentin Pogba           | 1 carton   | -               | -                 | 1 carton     | 2 cartons                |
| 16    | Ismaël Diomandé           | 1 carton   | -               | -                 | 1 carton     | 2 cartons                |
| 16    | Benoît Assou-Ekotto       | 1 carton   | -               | -                 | 1 carton     | 2 cartons                |
| 21    | Robert Berić              | 1 carton   | -               | -                 | -            | 1 carton                 |
| 21    | Alexander Søderlund       | 1 carton   | -               | -                 | -            | 1 carton                 |
| 21    | Nathan Dekoke             | -          | 1 carton        | -                 | -            | 1 carton                 |
| 21    | Ronaël Pierre-Gabriel     | -          | -               | 1 carton          | -            | 1 carton                 |
| 21    | Loïc Perrin               | -          | -               | -                 | 1 carton     | 1 carton                 |
| 21    | Franck Tabanou            | -          | -               | -                 | 1 carton     | 1 carton                 |
| 21    | Yohan Mollo               | -          | -               | -                 | 1 carton     | 1 carton                 |
| Total | 27 joueurs avertis        | 70 cartons | 7 cartons       | 1 carton          | 24 cartons   | 102 cartons              |

Date de mise à jour : le 9 mai 2016.

#### Statistiques cartons rouges
| Place | Nom                  | Ligue 1   | Coupe de France | Coupe de la Ligue | Ligue Europa | TOTAL des CARTONS ROUGES |
| 1     | Kévin Malcuit        | 2 cartons | -               | -                 | -            | 2 cartons                |
| 1     | Moustapha Bayal Sall | 1 carton  | -               | -                 | 1 carton     | 2 cartons                |
| 3     | Loïc Perrin          | 1 carton  | -               | -                 | -            | 1 carton                 |
| 3     | Franck Tabanou       | 1 carton  | -               | -                 | -            | 1 carton                 |
| 3     | Romain Hamouma       | -         | -               | -                 | 1 carton     | 1 carton                 |
| 3     | Robert Berić         | -         | -               | -                 | 1 carton     | 1 carton                 |
| 3     | Valentin Eysseric    | -         | -               | -                 | 1 carton     | 1 carton                 |
| Total | 7 joueurs exclus     | 5 cartons | -               | -                 | 4 cartons    | 9 cartons                |

Date de mise à jour : le 9 mai 2016.

#### Joueurs prêtés
| Nat. | Nom               | Club en prêt   | Compétition | Championnat | Championnat | Championnat | Championnat  | Coupe nationale | Coupe nationale | Coupe nationale | Coupe nationale | Total | Total | Total  | Total        |
| Nat. | Nom               | Club en prêt   | Compétition | MJ          | B           | Averti      | Carton rouge | MJ              | B               | Averti          | Carton rouge    | MJ    | B     | Averti | Carton rouge |
| ---- | ----------------- | -------------- | ----------- | ----------- | ----------- | ----------- | ------------ | --------------- | --------------- | --------------- | --------------- | ----- | ----- | ------ | ------------ |
|      | Paul Baysse       | OGC Nice       | Ligue 1     | 21          | 0           | 2           | 1            | 3               | 0               | 2               | 0               | 24    | 0     | 4      | 0            |
|      | Yohan Mollo       | Krylia Sovetov | PL Russe    | 12          | 0           | 1           | 1            | 1               | 0               | 0               | 0               | 13    | 0     | 1      | 1            |
|      | Ismaël Diomandé   | SM Caen        | Ligue 1     | 2           | 0           | 0           | 0            | 0               | 0               | 0               | 0               | 2     | 0     | 0      | 0            |
|      | Jonathan Bamba    | Paris FC       | Ligue 2     | 7           | 0           | 1           | 0            | 0               | 0               | 0               | 0               | 7     | 0     | 1      | 0            |
|      | Dylan Saint-Louis | Évian TG       | Ligue 2     | 4           | 1           | 0           | 0            | 0               | 0               | 0               | 0               | 4     | 1     | 0      | 0            |

Date de mise à jour : le 2 mars 2016.

## Médias
Pour cette saison, l'AS Saint-Étienne ne fait pas partie du Top Club II. En effet, Canal+ a choisi le triangle Paris-Lyon-Marseille et BeINsports a rajouté Monaco à sa liste. Il n'y aura pas de diffusions conjointe cette année à Canal+ et BeInsport, excepté les rencontres diffusées sur les multiplex.
Quelques explications sur le tableaux des diffusions :
- BeIN Sports : diffusion les vendredis à 20h30, dimanches à 14h00 et 17h00 pour la L1
- BeIn Sports Max : diffusion les samedis à 20h00
- Canal+ : diffusion les samedis à 17h00 ou dimanches à 21h00 ou sur Canal+ Sport

| Diffuseurs            | Rencontre                                                                                           | Total |
| --------------------- | --------------------------------------------------------------------------------------------------- | ----- |
| BeIN Sports           | EL 3TP_R, J3, EL_Bar_R, J4, J6, J9, EL2, EL3, J15, J16, J18, J19, J20, J22, J25, J26, J28, 16e A EL | 18    |
| BeIn Sports Max       | J5, J7, J10, J29, J30, J32, J33, J34                                                                | 8     |
| Canal+                | J2, J8, J11, J12, J13, J14, J17, J21, J23, J24, J31                                                 | 11    |
| BeIN Sports et Canal+ | J1, J27                                                                                             | 2     |
| BeIN Sports et W9     | EL1, EL4, 16e R EL                                                                                  | 3     |
| Multiplex             | -                                                                                                   | -     |
| France 2              | -                                                                                                   | -     |
| France 3              | 8e CDL , 32e CDF, 1/4 CDF                                                                           | 2     |
| France 4              | -                                                                                                   | -     |
| Eurosport             | 16e CDF, 8e CDF                                                                                     | 2     |
| L'´Équipe 21          | EL 3TP_A, EL_Bar_A                                                                                  | 2     |

Dernière mise à jour le 23 janvier 2016.

## Affluence
Ce graphique représente l'affluence à chaque rencontre jouée à Geoffroy-Guichard.
648 163 spectateurs ont assisté aux rencontres disputées jusqu'à présent, soit 28 181 en moyenne sur 23 matchs, coupes et championnat confondus.
Sur les matchs uniquement de championnat, cela fait une moyenne de 29 782 sur 15 matchs avec un total de 446 735
Sur les matchs uniquement de Coupe d'Europe, cela fait une moyenne de 25 534 sur 6 matchs avec un total de 153 205

## Joueurs en sélection nationale

### Équipe de France
Loïc Perrin a été appelé dans le groupe de l'Équipe de France en novembre contre l'Allemagne et l'Angleterre, mais il n'est pas entré en jeu. Quant à Stéphane Ruffier, il a eu une longue discussion avec Didier Deschamps quant à sa place dans le groupe France.

### Sélections étrangères
| Nom                 | Éliminatoires CM ou CAN | Éliminatoires CM ou CAN | Éliminatoires CM ou CAN | Éliminatoires CM ou CAN | CM / CAN / CE | CM / CAN / CE | CM / CAN / CE | CM / CAN / CE | Matchs amicaux | Matchs amicaux | Matchs amicaux | Matchs amicaux | Total | Total       | Total  | Total        |
| Nom                 | MJ                      | But inscrit             | Averti                  | Carton rouge            | MJ            | But inscrit   | Averti        | Carton rouge  | MJ             | But inscrit    | Averti         | Carton rouge   | MJ    | But inscrit | Averti | Carton rouge |
| ------------------- | ----------------------- | ----------------------- | ----------------------- | ----------------------- | ------------- | ------------- | ------------- | ------------- | -------------- | -------------- | -------------- | -------------- | ----- | ----------- | ------ | ------------ |
| Florentin Pogba     | 3                       | 0                       | 0                       | 0                       | 0             | 0             | 0             | 0             | 0              | 0              | 0              | 0              | 3     | 0           | 0      | 0            |
| Ismaël Diomandé     | 2                       | 0                       | 0                       | 0                       | 0             | 0             | 0             | 0             | 1              | 0              | 0              | 0              | 3     | 0           | 0      | 0            |
| Robert Berić        | 3                       | 1                       | 0                       | 0                       | 0             | 0             | 0             | 0             | 0              | 0              | 0              | 0              | 3     | 1           | 0      | 0            |
| Alexander Søderlund | 0                       | 0                       | 0                       | 0                       | 0             | 0             | 0             | 0             | 2              | 0              | 0              | 0              | 2     | 0           | 0      | 0            |
| Ole Kristian Selnæs | 0                       | 0                       | 0                       | 0                       | 0             | 0             | 0             | 0             | 2              | 0              | 0              | 0              | 2     | 0           | 0      | 0            |
| Oussama Tannane     | 2                       | 0                       | 0                       | 0                       | 0             | 0             | 0             | 0             | 0              | 0              | 0              | 0              | 2     | 0           | 0      | 0            |

## Équipe réserve
L'équipe réserve de l'ASSE sert de tremplin vers le groupe professionnel pour les jeunes du centre de formation ainsi que de recours pour les joueurs de retour de blessure ou en manque de temps de jeu. Elle est entraînée par Bernard David et Julien Sablé.
Pour la saison 2015-2016, elle évolue en championnat de France amateur 2, soit le cinquième niveau de la hiérarchie du football en France. Elle avait terminé 15e de son groupe de CFA et se retrouve donc reléguée en CFA2.
| Journée | Date       | Adversaire       | Lieu | Résultat |
| ------- | ---------- | ---------------- | ---- | -------- |
| J1      | 23/08/2015 | Cournon          | Dom. | 1 – 3    |
| J2      | 30/08/2015 | Pontarlier       | Dom. | 0 – 0    |
| J3      | 05/09/2015 | Andrézieux       | Ext. | 2 – 0    |
| J4      | 20/09/2015 | Dijonres         | Dom. | 3 - 1    |
| J5      | 03/10/2015 | Racing Besançon  | Ext. | 2 – 1    |
| J6      | 18/10/2015 | Sens             | Dom. | 3 - 0    |
| J7      | 31/10/2015 | Thiers           | Ext. | 1 – 1    |
| J8      | 08/11/2015 | Gueugnon         | Dom. | 2 - 1    |
| J9      | 21/11/2015 | Saint-Priest     | Ext. | 0 - 1    |
| J10     | 28/11/2015 | Clermontres      | Dom. | 1 – 1    |
| J11     | 12/12/2015 | Bourgoin-Jallieu | Ext. | 0 – 0    |
| J12     | 20/12/2015 | Besançon FC      | Dom. | 0 – 1    |
| J13     | 23/01/2016 | Selongey         | Ext. | 2 – 1    |
| J14     | 30/01/2016 | Pontarlier       | Ext. | 1 – 0    |
| J15     | 14/02/2016 | Andrézieux       | Dom. | 1 – 4    |
| J16     | 20/02/2016 | Dijonres         | Ext. | 3 – 1    |
| J17     | 06/03/2016 | Racing Besançon  | Dom. | 3 - 0    |
| J18     | 19/03/2016 | Sens             | Ext. | 0 - 1    |
| J19     | 03/04/2016 | Thiers           | Dom. | 0 – 0    |
| J20     | 09/04/2016 | Gueugnon         | Ext. | 1 – 1    |
| J21     | 17/04/2016 | Saint-Priest     | Dom. | 3 - 0    |
| J22     | 30/04/2016 | Clermontres      | Ext. | 2 – 2    |
| J23     | 08/05/2016 | Bourgoin-Jallieu | Dom. | 1 – 1    |
| J24     | 14/05/2016 | Besançon FC      | Ext. | 2 – 2    |
| J25     | 28/05/2016 | Selongey         | Dom. | 1 – 3    |
| J26     | 04/06/2016 | Cournon          | Ext. | 1 - 3    |